# 髙萩洋次郎
髙萩 洋次郎（たかはぎ ようじろう、1986年8月2日 - ）は、福島県いわき市出身の元プロサッカー選手。ポジションはミッドフィールダー（MF）。元日本代表。クラーク記念国際高等学校広島キャンパス卒業。
Kリーグ時代の登録名は髙萩（ハングル: 다카하기）。

## 来歴

### プロ入り前
いわき市立植田中学校入学と同時にJヴィレッジサッカースクールに通い、高田豊治 コーチから指導を受ける。また、学校ではいわき市市大会で平一中に2対1で勝利し優勝に貢献した。U-15日本代表候補に選出される。
中学3年時に高田に誘われ、2002年にサンフレッチェ広島ユースに入団。2003年高校2年生時には、高校年代のサッカー界に旋風を巻き起こした広島ユースの中心選手として活躍、チームをクラブユース選手権優勝、高円宮杯3位に導いた。
また2003年、前田俊介、髙柳一誠、佐藤昭大とともにトップチームの2種登録選手となる。小野剛に評価され、同年4月5日J2第4節湘南戦に初出場。16歳8ヶ月3日での出場となり、呉章銀が有していたJリーグ最年少出場記録を更新した。同月29日J2第9節甲府戦には右サイドバックとしてフル出場した。同年11月1日、シーズン途中にユースから昇格しトップチームとプロ契約し「クラブ史上初のプロの高校生Jリーガー」となった。それと平行して、広島県立吉田高等学校から通信制のクラーク記念国際高等学校へ転校し卒業。

### サンフレッチェ広島
トップチーム昇格後、一時は先発メンバーに抜擢されプロ初ゴールを決めたが、度重なる怪我や病気に泣き、また守備面を課題視されたことから出場機会に恵まれなかった。
2006年、出場機会を求めて田村祐基や森脇良太とともに、望月一仁率いる愛媛FCへレンタル移籍。金守智哉に次ぐチーム2番目の出場時間を得、中心選手として愛媛の躍進を支えた。
2007年、広島に復帰。当初コンディションがなかなか上がらなかったこともあり、同年はほぼ通年ベンチ入りを続けたものの出場機会は僅かだった。ミハイロ・ペトロヴィッチ監督から徐々に主力として評価されるようになり、翌2008年には森﨑和幸や柏木陽介ら主力MFに怪我人が続出したためトップ下として先発メンバーに定着すると、前線でのキープ力と得点力を発揮して終盤には1トップでも活躍。攻撃のキーマンとしてJ1昇格に貢献した。以後、J1でもチーム屈指のテクニックと独特の感覚を活かしたチャンスメイクで レギュラーに定着。2010年のナビスコカップではチーム躍進の原動力となった攻守の要と評価され ニューヒーロー賞を受賞。
2012年は自身初のリーグ戦全試合出場を達成。4得点に留まったがリーグ最多アシストを記録 して 広島のリーグ初優勝に大きく貢献し、自身初のJリーグベストイレブンに選出された。
2013年、背番号を10に変更。同年7月、東アジアカップに臨むA代表に初選出され、同月21日の中国戦で国際Aマッチ初出場を果たした。トップ下に入り 攻撃にリズムを作ったが、その後は候補入りするに留まり翌年開催のワールドカップは選外となった。
2014年末、広島との契約更新を行わずオーストラリアやアメリカのクラブへの移籍を模索。

### ウェスタン・シドニー・ワンダラーズ
2015年1月、一番にオファーがあったというAリーグ・ウェスタン・シドニー・ワンダラーズFC（WSW）へ完全移籍。同年のACLラウンド16終了時までの短期契約を結んだ。2月1日、第15節メルボルン・シティ戦で移籍後初出場し、直接FKによる初得点を記録。同月25日のACL第1節鹿島戦では自身の決勝点を含む1得点1アシストの活躍で マン・オブ・ザ・マッチに選出された。
広島に選手としての在籍歴があるトニー・ポポヴィッチ監督の下、チームでは希少なゲームメイクのできる選手として重宝され、ボランチ及びトップ下でプレー。（前年のACLで優勝したWSWの）サッカーを肌で感じレベルアップしたいとの言葉通りプレーの幅を広げることに成功した。WSW残留も可能だったが当初の契約通り半年足らずで退団。

### FCソウル
WSW在籍時にACLグループリーグでKリーグ1・FCソウルと対戦した際、ソウル監督の崔龍洙から高く評価され 2015年6月に同クラブへ完全移籍。契約期間は2年6カ月、アジア枠での登録となった。
コンディション面でやや出遅れたものの、河大成以来となるチーム待望のゲームメイカーとしての期待は大きく、8月19日の釜山戦で得点を挙げるなど調子を掴んでからは際立ったビルドアップ能力と 広い視野、パスセンスを武器とする 中盤の要として定着。同年の韓国FAカップでは準決勝、決勝で連続得点を挙げる活躍で優勝に貢献、特に決勝で決めたミドルシュートは幻想的とも評され大会MVPを獲得した。韓国サッカー界の公式大会で日本人選手のMVP受賞は史上初。
加入当初は弱点と見なされていたフィジカルや競り合い、守備面を格段に向上させ、球際での戦いやボール奪取でも力を発揮。2016年は得点に絡む場面こそ減少したが中盤を牽引する働きで リーグ優勝を果たした。
ソウルとは2017年末までの契約を結んでおり、2017年初頭のキャンプにも帯同していた。しかし、ソウルがFC東京所属の河大成を獲得を図ったところ、髙萩へのオファーが届いたため、両クラブ間で事実上のトレードが成立した。

### FC東京
2017年1月、FC東京へ完全移籍。3年ぶりのJリーグ復帰となり ドイスボランチの一角に配された。3月16日、日本代表のメンバー発表が行われ、3年8カ月ぶりに代表復帰を果たした。7月30日、第19節のアルビレックス新潟戦でJ1通算200試合を達成した。チームの大黒柱に成長した。

### 栃木SC
2022年7月、栃木SCへ期限付き移籍。
2022年12月2日に完全移籍したが、2023年11月23日、契約満了で2023年シーズン限りで栃木を退団する旨が発表された。

### アルビレックス新潟シンガポール
2023年12月25日、フリーでシンガポールプレミアリーグのアルビレックス新潟シンガポールへ加入した。
2024年10月8日、一身上の都合で11月23日のヤング・ライオンズFC戦を最後に双方合意の下に契約を解除し退団することが発表された。

### 引退
2025年1月3日、自身のInstagramアカウントにて現役引退を表明した。

## エピソード
- 福島県出身としては初の日本代表選手[62][63]と言われるが、実は1927年の日本代表主将・鈴木重義も福島県出身。
- 2013年現在、広島における公式戦最年少出場記録保持者（16歳8ヶ月3日、2003年4月5日J2第4節対湘南ベルマーレ戦）。
- 2010年7月に結婚[64]。夫人は音楽プロデューサーのRina Moon[65]。２女の父親である。
- 想像豊かにパスを操るプレースタイルから、天才[1]、天才肌[64][34]のファンタジスタ[18] と形容されるが、自身では毎回閃かないしシンプルなプレーを心がけていると述べ、否定している[66]。
- 広島時代の2013年シーズン、高萩の個人チャントが作られた。以来、移籍したWSW、FCソウル、FC東京、栃木SCと広島時代と同じチャントメロディーが引き継がれる。

### 東日本大震災
髙萩の実家があるいわき市勿来地区は、太平洋の海岸線から約1キロメートル前後内陸に位置する。2011年3月11日東北地方太平洋沖地震により発生した津波により、当時同市岩間町にあった実家は被災し1階部分は浚われていた。両親は助かったものの祖母は2016年現在も行方不明のままである。髙萩自身は広島の吉田サッカー公園で練習中だった。なお2010年ナビスコカップニューヒーロー賞受賞の際に貰ったトロフィーは当時実家に置いており同様に被災したものの、後に家財に埋もれた状況で発見され補修復旧した実家に現在も飾ってある。
髙萩自身も福島代表としての決意を新たにし、2011年5月に現役Jリーガーを中心に支援団体「東北人魂を持つJ選手の会」が発足されると髙萩も名を連ね、広島に避難した福島県民の支援など積極的な被災者支援活動を行なった。

## 所属クラブ
- 植田スポーツ少年団[7]
- いわき市立植田中学校[7]
- 安芸高田市立吉田中学校[70]
- サンフレッチェ広島ユース（広島県立吉田高等学校→クラーク記念国際高等学校[6]）
  - 2003年  サンフレッチェ広島（2種登録選手）
- 2003年11月 - 2014年  サンフレッチェ広島F.C
  - 2006年  愛媛FC（期限付き移籍）
- 2015年1月 - 同年5月  ウェスタン・シドニー・ワンダラーズFC
- 2015年6月 - 2016年  FCソウル
- 2017年 - 2022年  FC東京
  - 2022年7月 - 同年12月  栃木SC（期限付き移籍）
- 2023年  栃木SC
- 2024年 - 同年11月  アルビレックス新潟シンガポール

## 個人成績
| 国内大会個人成績 | 国内大会個人成績 | 国内大会個人成績 | 国内大会個人成績 | 国内大会個人成績 | 国内大会個人成績 | 国内大会個人成績 | 国内大会個人成績 | 国内大会個人成績 | 国内大会個人成績 | 国内大会個人成績 | 国内大会個人成績 |
| 年度             | クラブ           | 背番号           | リーグ           | リーグ戦         | リーグ戦         | リーグ杯         | リーグ杯         | オープン杯       | オープン杯       | 期間通算         | 期間通算         |
| 年度             | クラブ           | 背番号           | リーグ           | 出場             | 得点             | 出場             | 得点             | 出場             | 得点             | 出場             | 得点             |
| 日本             | 日本             | 日本             | 日本             | リーグ戦         | リーグ戦         | リーグ杯         | リーグ杯         | 天皇杯           | 天皇杯           | 期間通算         | 期間通算         |
| ---------------- | ---------------- | ---------------- | ---------------- | ---------------- | ---------------- | ---------------- | ---------------- | ---------------- | ---------------- | ---------------- | ---------------- |
| 2003             | 広島             | 35               | J2               | 4                | 0                | -                | -                | 0                | 0                | 4                | 0                |
| 2004             | 広島             | 26               | J1               | 4                | 1                | 0                | 0                | 0                | 0                | 4                | 1                |
| 2005             | 広島             | 26               | J1               | 0                | 0                | 0                | 0                | 2                | 0                | 2                | 0                |
| 2006             | 愛媛             | 25               | J2               | 44               | 3                | -                | -                | 0                | 0                | 44               | 3                |
| 2007             | 広島             | 15               | J1               | 3                | 0                | 4                | 0                | 4                | 0                | 11               | 0                |
| 2008             | 広島             | 15               | J2               | 38               | 14               | -                | -                | 4                | 0                | 42               | 14               |
| 2009             | 広島             | 15               | J1               | 27               | 5                | 4                | 0                | 2                | 1                | 33               | 6                |
| 2010             | 広島             | 15               | J1               | 22               | 4                | 5                | 1                | 1                | 1                | 28               | 6                |
| 2011             | 広島             | 15               | J1               | 31               | 2                | 2                | 0                | 2                | 0                | 35               | 2                |
| 2012             | 広島             | 15               | J1               | 34               | 4                | 5                | 0                | 1                | 0                | 40               | 4                |
| 2013             | 広島             | 10               | J1               | 31               | 3                | 2                | 1                | 6                | 2                | 39               | 6                |
| 2014             | 広島             | 10               | J1               | 32               | 3                | 5                | 0                | 1                | 0                | 38               | 3                |
| オーストラリア   | オーストラリア   | オーストラリア   | オーストラリア   | リーグ戦         | リーグ戦         | リーグ杯         | リーグ杯         | FFA杯            | FFA杯            | 期間通算         | 期間通算         |
| 2014-15          | Wシドニー        | 10               | Aリーグ          | 11               | 2                | -                | -                | 0                | 0                | 11               | 2                |
| 韓国             | 韓国             | 韓国             | 韓国             | リーグ戦         | リーグ戦         | リーグ杯         | リーグ杯         | FA杯             | FA杯             | 期間通算         | 期間通算         |
| 2015             | FCソウル         | 2                | Kクラシック      | 14               | 2                | -                | -                | 2                | 2                | 16               | 4                |
| 2016             | FCソウル         | 2                | Kクラシック      | 32               | 1                | -                | -                | 5                | 0                | 37               | 1                |
| 日本             | 日本             | 日本             | 日本             | リーグ戦         | リーグ戦         | リーグ杯         | リーグ杯         | 天皇杯           | 天皇杯           | 期間通算         | 期間通算         |
| 2017             | FC東京           | 8                | J1               | 30               | 1                | 5                | 0                | 0                | 0                | 35               | 0                |
| 2018             | FC東京           | 8                | J1               | 34               | 0                | 2                | 0                | 3                | 1                | 39               | 1                |
| 2019             | FC東京           | 8                | J1               | 33               | 2                | 8                | 0                | 1                | 0                | 42               | 2                |
| 2020             | FC東京           | 8                | J1               | 26               | 1                | 2                | 0                | -                | -                | 28               | 1                |
| 2021             | FC東京           | 8                | J1               | 19               | 0                | 10               | 1                | 1                | 0                | 30               | 1                |
| 2022             | FC東京           | 8                | J1               | 3                | 0                | 4                | 0                | 1                | 0                | 8                | 0                |
| 2022             | 栃木             | 8                | J2               | 15               | 1                | -                | -                | -                | -                | 15               | 1                |
| 2023             | 栃木             | 8                | J2               | 36               | 1                | -                | -                | 3                | 0                | 39               | 1                |
| シンガポール     | シンガポール     | シンガポール     | シンガポール     | リーグ戦         | リーグ戦         | リーグ杯         | リーグ杯         | シンガポール杯   | シンガポール杯   | 期間通算         | 期間通算         |
| 2024             | 新潟S            | 8                | プレミア         | 13               | 0                | -                | -                | 0                | 0                | 13               | 0                |
| 通算             | 日本             | 日本             | J1               | 329              | 26               | 58               | 3                | 25               | 5                | 412              | 34               |
| 通算             | 日本             | 日本             | J2               | 137              | 19               | -                | -                | 7                | 0                | 144              | 19               |
| 通算             | オーストラリア   | オーストラリア   | Aリーグ          | 11               | 2                | -                | -                | 0                | 0                | 11               | 2                |
| 通算             | 韓国             | 韓国             | Kクラシック      | 46               | 3                | -                | -                | 7                | 2                | 53               | 5                |
| 通算             | シンガポール     | シンガポール     | プレミア         | 13               | 0                | -                | -                | 0                | 0                | 13               | 0                |
| 総通算           | 総通算           | 総通算           | 総通算           | 536              | 50               | 58               | 3                | 39               | 7                | 633              | 60               |

- 2003年の試合出場時点では2種登録選手

その他の公式戦
- 2008年
  - XEROX SUPER CUP 1試合0得点
- 2013年
  - XEROX SUPER CUP 1試合0得点

| 国際大会個人成績 | 国際大会個人成績 | 国際大会個人成績 | 国際大会個人成績 | 国際大会個人成績 | FIFA      | FIFA      |
| 年度             | クラブ           | 背番号           | 出場             | 得点             | 出場      | 得点      |
| AFC              | AFC              | AFC              | ACL              | ACL              | クラブW杯 | クラブW杯 |
| ---------------- | ---------------- | ---------------- | ---------------- | ---------------- | --------- | --------- |
| 2010             | 広島             | 15               | 2                | 0                | -         | -         |
| 2012             | 広島             | 15               | -                | -                | 3         | 0         |
| 2013             | 広島             | 10               | 5                | 0                | -         | -         |
| 2014             | 広島             | 10               | 7                | 1                | -         | -         |
| 2015             | WSW              | 10               | 6                | 1                | -         | -         |
| 2016             | FCソウル         | 2                | 9                | 0                | -         | -         |
| 2020             | FC東京           | 8                | 7                | 0                | -         | -         |
| 通算             | AFC              | AFC              | 36               | 2                | 3         | 0         |

その他の国際公式戦
- 2020年
  - AFCチャンピオンズリーグ2020・プレーオフ 1試合0得点

出場歴
- 2003年3月29日：公式戦初ベンチ入り - J2第3節対モンテディオ山形戦（広島スタジアム）
- 2003年4月05日：Jリーグ初出場 - J2第4節対湘南ベルマーレ戦（平塚競技場）
  - 73分高橋泰に代わって途中出場
- 2004年8月21日：Jリーグ初得点 - J1･2nd第2節対セレッソ大阪戦（広島ビッグアーチ）
  - 先発フル出場、83分ゴール
- 2015年2月01日：Aリーグ初出場・初得点 - 第15節対メルボルン・シティ戦（メルボルン・レクタンギュラー・スタジアム）
  - 先発出場、5分ゴール、77分ジョシュア・ソティリオと交代
- 2015年7月25日：Kリーグ初出場 - Kリーグクラシック第23節 vs仁川ユナイテッドFC（ソウルワールドカップ競技場）[40]
- 2015年8月19日：Kリーグ初得点 - Kリーグクラシック第26節 vs釜山アイパーク（釜山アジアド主競技場）[40]

## 代表歴
- 2013年7月21日：国際Aマッチ初出場 - 東アジアカップ2013決勝ラウンド第1節 vsサッカー中華人民共和国代表（ソウルワールドカップ競技場）

### 出場大会など
- U-16日本代表
  - AFC U-17選手権2002（2002年）
- U-18日本代表
  - 国際ユースサッカーin新潟（2004年）
- U-19日本代表
  - AFCユース選手権2004（2004年）
- U-21日本代表
  - カタール・アジア競技大会（2006年）
- 日本代表
  - 東アジアカップ2013（2013年）
  - 東アジアカップ2015予備登録（2015年）[71]
  - 2018 FIFAワールドカップ・アジア3次予選（2017年）
  - EAFF E-1フットボールチャンピオンシップ2017（2017年）

### 試合数
- 国際Aマッチ 3試合 0得点（2013年 - 2017年）

| 日本代表 | 国際Aマッチ | 国際Aマッチ |
| 年       | 出場        | 得点        |
| -------- | ----------- | ----------- |
| 2013     | 2           | 0           |
| 2017     | 1           | 0           |
| 通算     | 3           | 0           |

### 出場
| No. | 開催日        | 開催都市 | スタジアム                     | 対戦国                 | 結果 | 監督                       | 大会                       |
| --- | ------------- | -------- | ------------------------------ | ---------------------- | ---- | -------------------------- | -------------------------- |
| 1.  | 2013年7月21日 | ソウル   | ソウルワールドカップスタジアム | 中国                   | △3-3 | アルベルト・ザッケローニ   | EAFF東アジアカップ2013     |
| 2.  | 2013年7月28日 | ソウル   | 蚕室総合運動場                 | 韓国                   | ○2-1 | アルベルト・ザッケローニ   | EAFF東アジアカップ2013     |
| 3.  | 2017年12月9日 | 東京     | 味の素スタジアム               | 朝鮮民主主義人民共和国 | ○1-0 | ヴァイッド・ハリルホジッチ | EAFF E-1サッカー選手権2017 |

## タイトル

### クラブ
サンフレッチェ広島ユース
- 日本クラブユース選手権（2003年）

サンフレッチェ広島
- Jリーグ ディビジョン1：2回（2012年、2013年）
- Jリーグ ディビジョン2：1回（2008年）
- ゼロックススーパーカップ：2回（2008年、2013年）

FCソウル
- Kリーグクラシック：1回（2016年）
- 韓国FAカップ：1回（2015年）

FC東京
- Jリーグカップ：1回（2020年）

### 個人
- ナビスコカップニューヒーロー賞（2010年）
- Jリーグベストイレブン：1回（2012年）
- 韓国FAカップMVP：1回（2015年）
- Jリーグ・優秀選手賞（2019年）